# Julus cavicola
Julus cavicola är en mångfotingart som beskrevs av Grinnell 1908. Julus cavicola ingår i släktet Julus och familjen kejsardubbelfotingar. Inga underarter finns listade i Catalogue of Life.